# Petit Fuligule
Aythya affinis
Espèce
Statut de conservation UICN

 LC  : Préoccupation mineure
Le Petit fuligule ou Fuligule à tête noire (Aythya affinis) est une espèce de fuligules (canards plongeurs).

## Description
Les adultes font de 38 à 48 cm de longueur (42 à 43 en moyenne). Les mâles pèsent 790 à 850 g (820 en moyenne), les femelles sont un peu plus petites et pèsent nettement moins : 730 g en moyenne. La longueur des ailes (pas l'envergure) est d'environ 19 à 20 cm ; le tarse fait environ 3,6 à 3,8 cm de long et le bec 3,6 à 4,3 cm.
Les mâles adultes ont un plumage nuptial avec la tête noire avec une petite houppe à son sommet, une poitrine noire, un dos et des ailes gris clair avec des vermiculations plus foncées. Les rémiges primaires sont noires sur la face extérieure et gris-brun sur la face intérieure. Le dessous est blanc avec quelques vermiculations olive sur les flancs, les rectrices et les plumes de couverture de la queue sont noires. Les femelles adultes ont une bande blanche à la base du bec, souvent une région plus claire au niveau de l'oreille et sont par ailleurs brun foncé un peu partout passant au blanc sur le ventre. Les mâles en plumage éclipse changent peu, mais ils ont tout de même une tête et la poitrine très sombre, peu ou pas de blanc sur la tête et généralement des vermiculations grises sur les ailes. Les oiseaux immatures ressemblent aux femelles adultes, mais sont plus ternes et n'ont guère de blanc à la base du bec. Les deux sexes ont les rémiges secondaires blanches, un bec gris-bleu avec un « ongle » noir au bout et des pattes grises ; les mâles ont un iris jaune vif, tandis que les femelles l'ont orange ou jaune et les immatures brun. Les canetons ressemblent beaucoup à ceux des espèces apparentées, les parties supérieures brun foncé et les parties inférieures chamois, le menton, le sourcil et le dos ont des taches.

## Répartition
Il vit en Amérique du Nord et migre en hiver en Amérique du Sud et en Amérique Centrale.

## Galerie

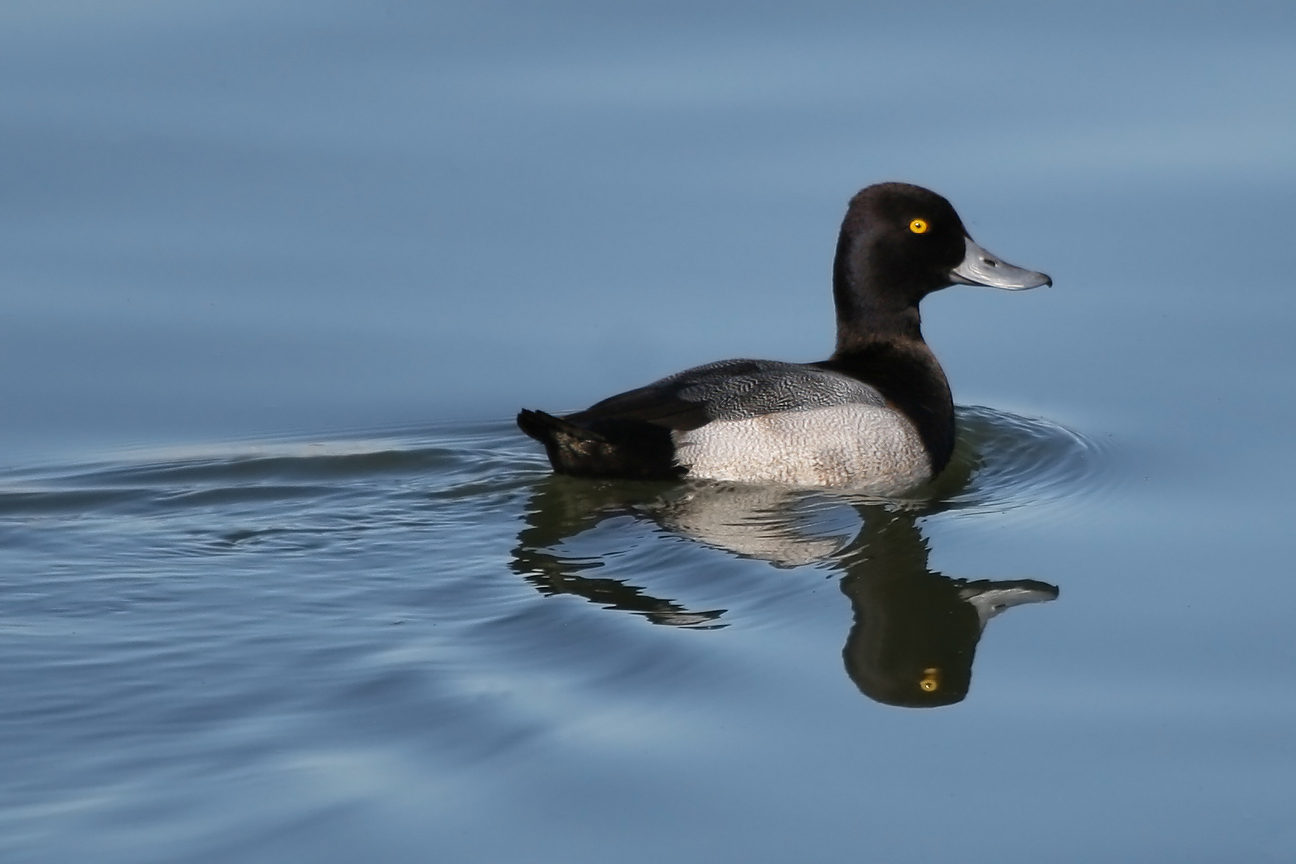
Mâle en plumage éclipse
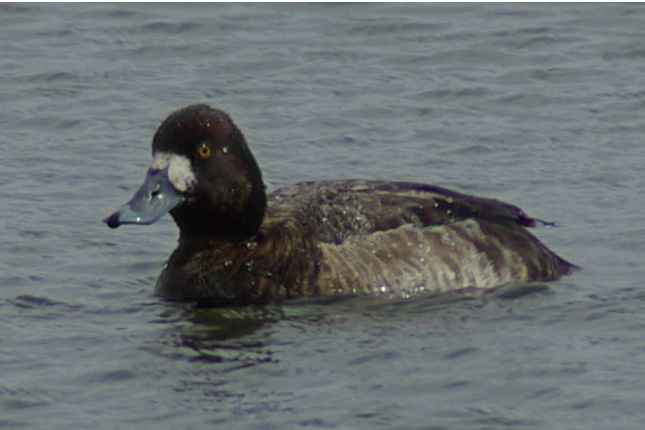
Aythya affinis femelle sur l'eau
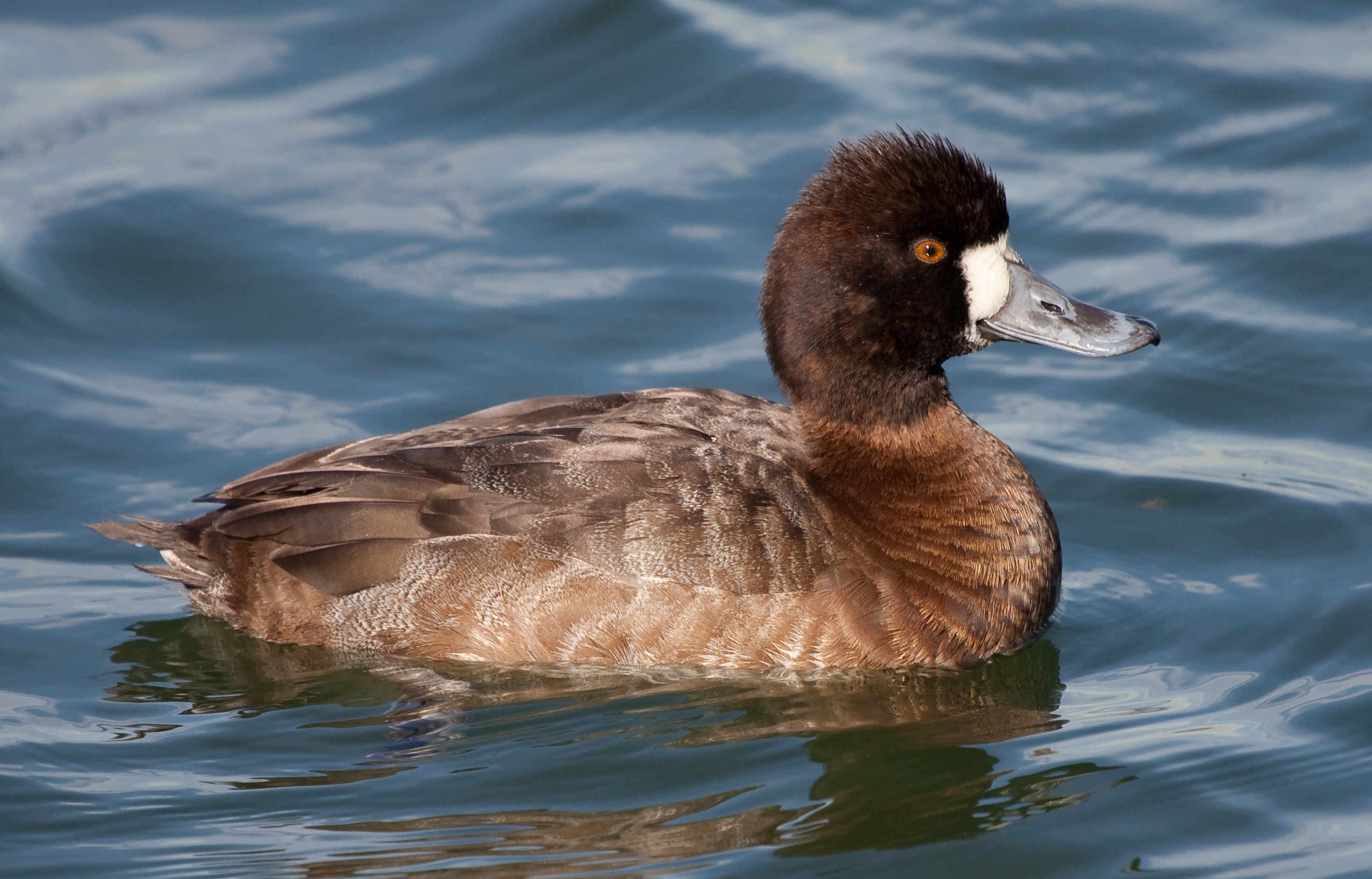
Un fuligule à tête noire (Aythya affinis) adulte femelle sur l'eau